# The President's Barber
Pour plus de détails, voir Fiche technique et Distribution.
The President's Barber (hangeul : 효자동 이발사 ; RR : Hyojadong ibalsa, litt. « Le Barbier du Hyoja-dong  ») est une comédie dramatique sud-coréenne coécrite et réalisée par Lim Chan-sang, sortie en 2004.

## Synopsis
Dans les années 1960, Seong Han-mo (Song Kang-ho) est le seul coiffeur dans le quartier de Hyoja-dong à Séoul, où se trouve la Maison Bleue. Marié à sa collaboratrice Kim Min-ja (Moon So-ri), Nak-an vient de naître en pleine révolution d'avril qui pousse leur président de la République Syngman Rhee à la démission.
Les années passent, un inconnu apparaît dans son salon, qui est autrement un membre du National Intelligence Service qui lui dit de prendre garde aux suspects. Ce n’est que par hasard qu'un prétendu espion venant de la Corée du Nord est capturé sur le toit de la maison du coiffeur. Ce dernier est vite convoqué par le président Park Chung-hee (Jo Yeong-jin) pour lui couper les cheveux. Il devient donc le coiffeur privé du président. Vu qu’il marche en plein milieu des chefs du service secret et du National Intelligence Service à la Maison Bleue, Nak-an est torturé dans un sous-sol du National Intelligence Service…

## Fiche technique
- Titre : The President's Barber
- Titre original : 효자동 이발사 (Hyojadong ibalsa)
- Réalisation : Lim Chan-sang
- Scénario : Lim Chan-sang et Jang Min-seok[1]
- Direction artistique : Kang Seung-yong[1]
- Costumes : Shim Hyeon-seob[1]
- Photographie : Jo Yeong-gyu[1]
- Son : Han Cheol-heui et Kim Seok-weon[1]
- Montage : Kim Hyeon[1]
- Musique : Park Gi-hyeon[1]
- Production : Choi Yong-bae[1]
- Société de production : Chungeorahm Films[1]
- Société de distribution : Showbox[1]
- Pays d'origine :  Corée du Sud
- Langue originale : coréen
- Format : couleur - 35mm - 1,85:1 (panoramique)
- Genre : comédie dramatique et historique
- Durée : 116 minutes
- Dates de sortie :
  - Corée du Sud : 5 mai 2004

## Distribution
- Song Kang-ho : Seong Han-mo
- Moon So-ri : Kim Min-ja
- Lee Jae-eung : Seong Nak-an
  - No Hyung-wook : Seong Nak-an, à vingt ans
  - Chae Seong-min : Seong Nak-an, bébé
- Ryu Seung-soo : Jin-gi
- Jo Young-jin : le président Park Chung-hee
- Son Byung-ho : le chef Jang Jyeok-soo
- Park Yong-soo : le chef du service Park Jong-man

## Accueil
Le film est projeté dans 65 écrans devant 1 972 377 spectateurs en Corée du Sud, dont	661 957 à Séoul.